# Den andra finalen
Den andra finalen (engelska: The Other Final) var en match som spelades som en jumbofinal mellan de två lägst rankade herrfotbollslandslagen, samtidigt som VM-finalen spelades i Yokohama i Japan, där Brasilien besegrade Tyskland med 2-0. Matchen dokumenterades av nederländerna Johan Kramer och blev 2003 en dokumentärfilm.
I matchen, som spelades på Changlimithangstadion i Thimphu, vann Bhutan med 4-0 över Montserrat. Före matchen var Bhutan rankat på plats 202 och Montserrat på plats 203. Dömde gjorde engelsmannen Steve Bennett.

## Matchfakta
|  | 30 juni 2002 | Bhutan                                       | 4–0   | Montserrat | Changlimithangstadion                                 |                                                       |
|  |              | Wangay Dorji 4′, 67′, 78′ Dinesh Chhetri 76′ | (1–0) |            | Thimphu Publik: 15 000 Domare: Steve Bennett, England | Thimphu Publik: 15 000 Domare: Steve Bennett, England |
|  |              |                                              |       |            | Thimphu Publik: 15 000 Domare: Steve Bennett, England | Thimphu Publik: 15 000 Domare: Steve Bennett, England |
|  |              |                                              |       |            | Thimphu Publik: 15 000 Domare: Steve Bennett, England | Thimphu Publik: 15 000 Domare: Steve Bennett, England |

### Fotnoter
1. ↑  ”Den andra finalen”. Svensk mediedatabas. 19 juni 2003. http://smdb.kb.se/catalog/id/001605789. Läst 9 januari 2016.
2. ↑  Lars Nylin (6 juni 2003). ”...men här är San Marino suveränt”. Sportbladet. http://www.aftonbladet.se/sportbladet/fotboll/landslagsfotboll/masterskap/article10370395.ab. Läst 9 januari 2016.
3. ↑  Claes Sjödin (29 juni 2002). ”Världens sämsta i bottenmatch”. Dagens nyheter. http://www.dn.se/arkiv/sport/varldens-samsta-i-bottenmatch. Läst 9 januari 2016.